# 日原駅
日原駅（にちはらえき）は、島根県鹿足郡津和野町枕瀬にある、西日本旅客鉄道（JR西日本）山口線の駅である。
特急「スーパーおき」の停車駅の1つとなっている。

## 歴史
- 1923年（大正12年）4月1日：鉄道省山口線津和野駅 - 石見益田駅（現・益田駅）間延伸時に開設[1][2]。
- 1934年（昭和9年）9月6日：省営自動車岩日線（出会橋 - 日原間）開通に伴い麻里布 - 岩国 - 日原間連絡[3]。
- 1948年（昭和23年）9月21日：国営自動車岩日線（日原 - 津和野間）運輸営業開始[4]。
- 1980年（昭和55年）4月1日：貨物取扱廃止[2]。
- 1984年（昭和59年）2月1日：荷物扱い廃止[2]。無人駅化[5]。
- 1987年（昭和62年）4月1日：国鉄分割民営化に伴い、JR西日本の駅となる[6][2]。

以前は、当駅 - 岩国駅間を結ぶ岩日線建設計画が存在した。

## 駅構造
相対式ホーム2面2線を有する列車交換可能な地上駅。上りホーム側に駅舎があり、両ホームは益田方にある構内踏切で連絡している。
駅舎はプラサ枕瀬簡易郵便局との合築となっており、更に日原公民館枕瀬分館（枕瀬公民館）とも渡り廊下を介して連絡している。
新山口駅管理の簡易委託駅。日中のみ発券業務が行われる
ホームには「星のふる里にちはら」と書かれた、黄道十二星座をあしらった看板が設えられている。

### のりば
| のりば | 路線    | 方向 | 行先             |
| ------ | ------- | ---- | ---------------- |
| 1      | ■山口線 | 上り | 津和野・山口方面 |
| 2      | ■山口線 | 下り | 益田方面         |

付記事項
- ホーム上にはのりば番号標が無いが、改札口では上記の番号で案内されている。
- 上下線共に両方向から進入・出発出来るようになっており、折返しも可能。通常は当駅で折返す列車は無いが、2021年12月の線路設備改良工事の際、益田駅 - 当駅間で折返し運転が行われていた[9]。

## 利用状況
2022年度の1日平均乗車人員は16人である。2004年度は99人、1994年度は138人、1984年度は149人であった。
近年の1日平均乗車人員の推移は以下の通り。
| 乗車人員推移 | 乗車人員推移 |
| 年度         | 1日平均人数  |
| ------------ | ------------ |
| 1999         | 132          |
| 2000         | 123          |
| 2001         | 105          |
| 2002         | 119          |
| 2003         | 116          |
| 2004         | 99           |
| 2005         | 85           |
| 2006         | 75           |
| 2007         | 70           |
| 2008         | 78           |
| 2009         | 71           |
| 2010         | 71           |
| 2011         | 71           |
| 2012         | 61           |
| 2013         | 43           |
| 2014         | 45           |
| 2015         | 52           |
| 2016         | 48           |
| 2017         | 52           |
| 2018         | 41           |
| 2019         | 33           |
| 2020         | 23           |
| 2021         | 18           |
| 2022         | 16           |

## 駅周辺
駅前を島根県道225号線が、線路を挟んで反対側（駅裏側）には国道9号がそれぞれ通っている。
- 汗かき地蔵尊
- 杵築神社
- 日原天文台[注 2]
- 枕瀬山：テレビとFMの中継局、及びキャンプ場がある
- 津和野町役場

なお、当駅から前出島根県道225号線を道なりに北へ約1.3 km行った所に所在する枕瀬交差点と同交差点を挟む国道9号線と国道187号線から東側のエリアに、金融機関や役場関連、医療機関などが集中している（津和野町役場もこのエリア内に所在する）。

## バス路線
「日原駅」停留所にて、以下の路線バスやコミュニティバスが発着する。
- 石見交通
  - 津和野温泉 / 益田医光寺 ※1日5往復[13]
- 六日市交通
  - ゆらら ※1日2往復[14][注 4]
- 津和野町営バス
  - 宮ノ前 / 道の駅 ※1日2往復[16][17]

## 隣の駅
※特急「スーパーおき」の隣の停車駅は列車記事を参照のこと。
西日本旅客鉄道（JR西日本）
■山口線
青野山駅 - 日原駅 - 青原駅